# Jetzt. Wie wir unser Land erneuern
Jetzt. Wie wir unser Land erneuern ist ein Buch der deutschen Politikerin Annalena Baerbock (Bündnis 90/Die Grünen), das im Wahlkampf zur Bundestagswahl 2021, zu der sie als Kanzlerkandidatin antrat, Gegenstand einer Plagiatsaffäre war. Das Buch erschien am 21. Juni 2021 im Ullstein Verlag und wurde Anfang Juli 2021 zum Spiegel-Bestseller. Es verbindet autobiografische Schilderungen mit dem Blick der Autorin auf die Welt sowie mit ihren politischen Positionen. Am Buch wirkte der Schriftsteller Michael Ebmeyer mit.
Ende Juni 2021 warf der österreichische Plagiatsgutachter Stefan Weber Baerbock vor, für das Buch Stellen aus anderen Werken teilweise nahezu wortgleich und ungekennzeichnet übernommen und dabei Plagiate und Urheberrechtsverletzungen auf zehn Seiten begangen zu haben. Baerbock entgegnete, dass es sich nicht um ein Sachbuch handele und Fußnoten deshalb „unnötig“ gewesen seien. Später kündigte der Verlag an, ein Quellenverzeichnis nachzuliefern. Nach weiteren Untersuchungen gab Weber Mitte September 2021 die Zahl der von ihm beanstandeten Fundstellen mit 100 an. Im November 2021 gab Baerbock, die im Dezember zur Bundesaußenministerin im Kabinett Scholz ernannt wurde, bekannt, dass es keine überarbeitete Neuauflage geben werde; dafür fehle ihr die Zeit.
Die Plagiatsvorwürfe gegen das Buch wurden zusammen mit Ungereimtheiten in Baerbocks Lebenslauf und nachgemeldeten Nebeneinkünften als ein Grund dafür bewertet, dass Bündnis 90/Die Grünen bei der Bundestagswahl schlechter abschnitten als erwartet und mit 14,8 % nur drittstärkste Partei wurden.

## Entstehung
Das Buch ist – so die Angabe auf der Rückseite des Titelblatts – „in Zusammenarbeit mit Michael Ebmeyer“ entstanden. Dieser führte mit Baerbock im Dezember 2020 und Januar 2021 Gespräche, deren Transkriptionen laut Baerbock die Grundlage gewesen seien, auf der sie das Buch verfasst habe. Ebmeyer selbst bezeichnete seine Rolle beim Zustandekommen des Buches als die eines „Geburtshelfers“: „So war es von Beginn an abgesprochen, und dabei ist es geblieben. An der Endfassung war ich nicht beteiligt.“ Ebmeyer verwies in diesem Zusammenhang auf eine Stellungnahme des Verlags, wonach er, Ebmeyer, im Winter 2020/21 lediglich ausführliche Interviews mit Baerbock geführt habe; das Buch habe sie allein geschrieben.
Ralf Heimann diskutierte für mdr.de die in den Medien später erörterte Frage, ob Baerbock das Buch selbst verfasst habe. Ebmeyer sei nur klein auf der Titelblattrückseite genannt, nicht aber etwa auf der Verlagshomepage. Heimann merkt an, dass Baerbock eine „schriftstellerisch unerfahrene Politikerin mit […] volle[m] Terminplan“ sei, und dass es einfacher gewesen wäre, wenn Ebmeyer selbst aus den Gesprächen ein Buch geschrieben hätte. Heimann folgt aber der Aussage des Verlags, dass Baerbock dies selbst getan habe.
Laut Markus Lippold entstand das Buch gleichzeitig mit dem Wahlprogramm:

„Es ist ein politisches Programm für die Zukunft und enthält eher allgemeine Vorstellungen als konkrete Forderungen. Es geht um Klimaschutz, die Vielfalt der Gesellschaft und Außenpolitik, angereichert durch autobiographische Einblicke in Kindheit und Jugend sowie ihre politische Laufbahn.“

## Ausgaben und Ausstattung
Das gebundene Buch, das als klimaneutrales Produkt beworben wurde, umfasst 240 Seiten und war auch als Hörbuch (gesprochen von Nina West) sowie als E-Book erhältlich. Es ist durchgehend in geschlechtergerechter Sprache geschrieben und mit Gendersternchen versehen, die in der Hörbuch-Fassung als Gender-Pause gesprochen werden (mit Glottisschlag). In Beschlüssen von Bündnis 90/Die Grünen ist das Sternchen seit einem Parteitagsbeschluss von 2015 der „Regelfall“, um trans- und intergeschlechtliche Personen einzubeziehen. Das Buch hat keine Abbildungen im Text, kein Glossar, keine Bibliographie oder Anmerkungen. Baerbock erhielt für das Buch nach eigenen Angaben zwei Raten von jeweils etwa 12.300 Euro.
Im November 2021 gab Baerbock bekannt, dass es keine weitere, ergänzte Druckauflage des Buches geben werde. Bereits gedruckte Exemplare würden noch verkauft. Das E-Book sei ab sofort nicht mehr lieferbar. Baerbock erklärte über den Verlag, der Wahlkampf und die nachfolgenden Sondierungs- und Koalitionsverhandlungen hätten nicht den Raum für die notwendigen Ergänzungsarbeiten gelassen. Es sei absehbar, dass sich das in den kommenden Monaten nicht ändern werde.

## Inhalt
Jetzt. Wie wir unser Land erneuern ist in vier Kapitel gegliedert, deren Überschriften lauten „Der Mensch im Mittelpunkt“, „Verändern, um es besser zu machen“, „Erneuerung braucht Halt“ und „Europäisch handeln“. Ein Vorwort, ein Nachwort (das unter dem Titel „Kein Schlußwort“ dazu aufruft, den Deutschen Bundestag nicht länger „zum verlängerten Arm der Exekutive“ zu „degradieren“ und Deutschland, die zentralen Themen wie Klimaschutz, Digitalisierung, Bildung und sozialen Zusammenhalt betreffend, zu erneuern) sowie Danksagungen für Personen, die mithalfen, dass das Projekt verwirklicht werden konnte, kommen hinzu.
Die gedruckte Widmung des Buches lautet:

„Für meine Oma und all die Generationen, die so viel erlitten, erkämpft und geleistet haben und auf deren Schultern wir heute stehen“

Baerbocks Großmutter, die 1958 als Aussiedlerin aus Oberschlesien in die Bundesrepublik Deutschland einreiste, ist eine zentrale Figur im autobiografischen Teil des Buchs. Die Autorin führt mittels Anekdoten und Erlebnissen aus ihrem Alltag als Politikerin sowie aus ihrer Jugend und Familiengeschichte durch den Text und verbindet damit die Politikfelder, zu denen sie ihr Programm darlegt. Männliche Familienmitglieder werden kaum erwähnt. Ihre Kindheit in Schulenburg beschreibt Baerbock als „ein bisschen Bullerbü auf Norddeutsch“.

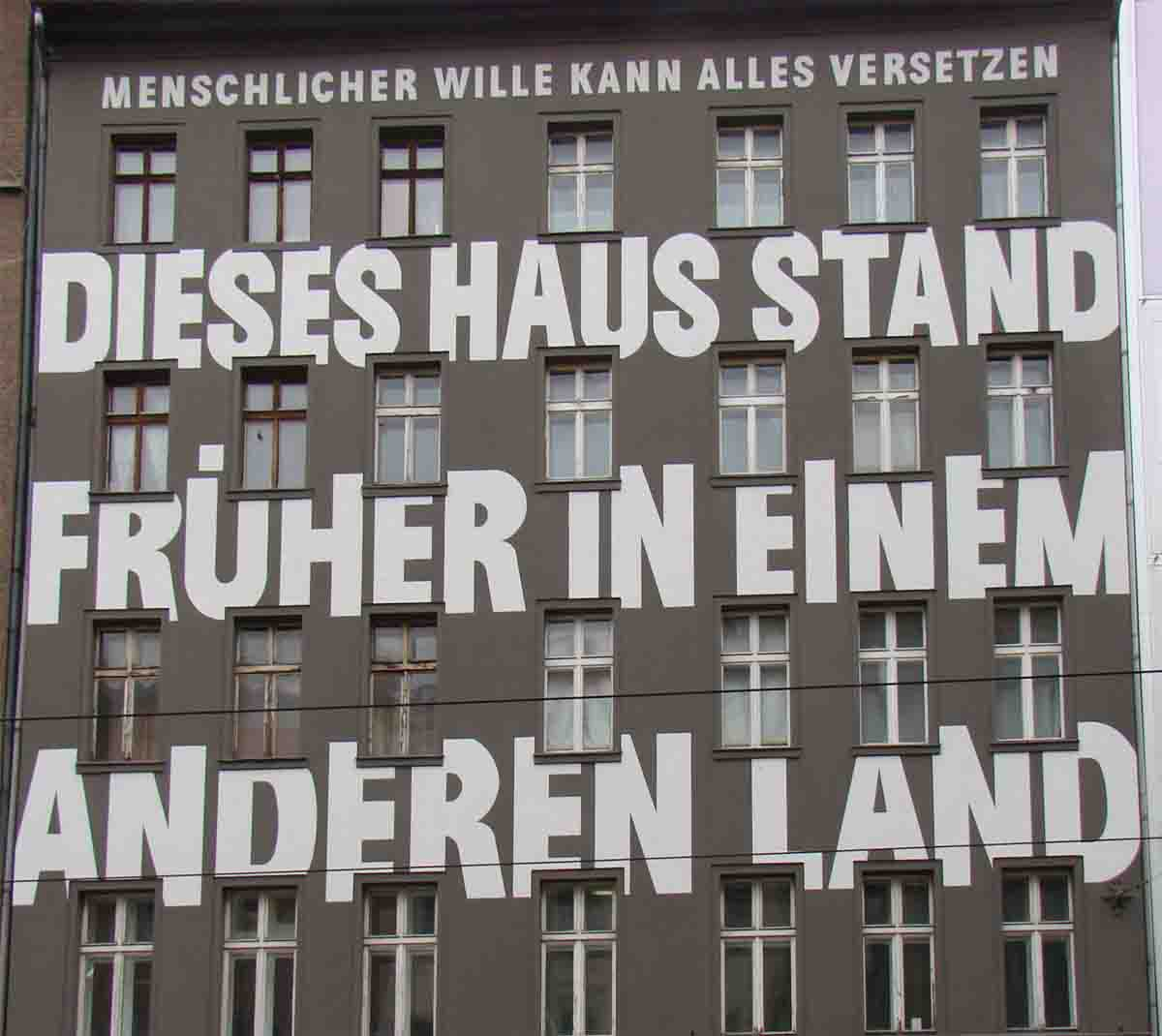
Fassadengestaltung durch von Matt von 2009 in der Berliner Brunnenstraße, unter dem Titel: Menschlicher Wille kann alles versetzen

Ausgehend von einem Kunstwerk von Jean-Remy von Matt, das sich auf die deutsche Wiedervereinigung bezieht, fasst Baerbock im Vorwort zusammen, die Politik der letzten Jahre sei von Mutlosigkeit geprägt worden und „[betreibe] immer größeren Aufwand, um die Versäumnisse der Vergangenheit auszugleichen“.
Die Regierung müsse Neues wagen und lernfähig sein, das Vertrauen in die Institutionen des Staates wiederherstellen und Veränderungsbereitschaft zeigen, um beispielsweise die Industriegesellschaft klimaneutral umzubauen. Es gebe keine endgültigen Antworten, sondern es gehe um das Betreten neuer Wege. Eine gewisse EU-Skepsis in ihrer Partei sei ein historischer Fehler gewesen. Somit präsentiert Baerbock ihre Vorstellungen einer gestalterischen Politik in einer Zeit des Umbruchs. Sie möchte den Menschen Mut machen, die Veränderungen für eine klimagerechte und soziale Lebensweise anzugehen, und versucht dabei die Stärken der Gesellschaft herauszustellen, diesen Weg erfolgreich mitzugehen; sie betont, wie wichtig der Mensch als der zentrale Anknüpfungspunkt der Politik ist.

### Politik und Menschenrechte
Im ersten Kapitel beschreibt Baerbock, wie schnell Politikern der Blick für den Alltag abhandenkommen könne, wenn an langen Arbeitstagen der Bezug zur Normalität anderer Bürger fehle. Sie beschreibt, wie sie selbst auch dank der Unterstützung ihrer Familie versuche, gegen diesen Realitätsverlust anzukämpfen und in Orten des täglichen Lebens wie Fabriken, Krankenhäusern etc. mit Bürgern ins Gespräch zu kommen. Mit dem Blick auf ihre eigenen Töchter und die Situation von Kindern auch der Unterschicht in der COVID-19-Pandemie leitet sie über zum Themenkreis Schule und Bildung. Sie kritisiert das Hartz-IV-System, das zwar für Erwachsene in der Situation von Arbeitslosigkeit entwickelt wurde, aber dazu geführt habe, dass jeder dritte ALG-II-Empfänger in Deutschland ein Kind sei. Minijobs von Jugendlichen würden den Leistungsanspruch mindern, die Konsequenz sei das Signal: „Wehe du arbeitest und versuchst, aus dem System rauszukommen“.
Das ALG-II-System müsse „vom Kopf auf die Füße [gestellt werden]“. Mittels der Forderung nach einer Kindergrundsicherung, in der andere Sozialleistungen aufgehen würden, plädiert sie dafür, Kinder vor Armut zu schützen. Kinder bräuchten, unabhängig von der Herkunft, gleiche Chancen in der Schule, die letzte PISA-Studie habe gezeigt, dass gute Leistungen in der Schule immer noch mit der sozialen Herkunft verknüpft seien. Anhand von Modellschulen als Beispielen plädiert Baerbock für einen „Bildungsschutzschirm, […] um benachteiligte Kinder und Kinder mit den größten Lernrückständen […] zu fördern“.
Trotz des föderalen Systems sei es Aufgabe auf Bundesebene, die Bildungspolitik mitzugestalten. Sie ende nicht mit der Schule. Beim Bologna-Prozess in Deutschland sei zu wenig darauf geachtet worden, „Zugänge zum Studium jenseits der klassischen Hochschulreife zu ermöglichen“. Die Relevanz des Zweiten Bildungswegs zeigt die Autorin am Beispiel ihrer eigenen Mutter auf, die als Kind nach dem plötzlichen Tod ihrer Schwester den Anschluss in der Schule nicht bekommen habe, aber mit 37 Jahren ein Diplomstudium habe abschließen können. Angesichts der Veränderungen im Arbeitsleben sei „ein individueller Rechtsanspruch auf Weiterbildung sinnvoll“.
Im Folgenden schreibt Baerbock unter anderem über eine Reise 2019 in den Irak, wo sie in einem Flüchtlingslager Opfer des IS besucht habe und später nach Lalisch, dem zentralen Heiligtum der Jesiden weitergereist war. Sie berichtet auch über das dortige Zusammentreffen mit dem Baba Scheich und über den Besuch in einer Erdölraffinerie (2018), wo sie mit Angestellten über deren Ängste und Nöte diskutiert habe. Sie verbindet ihre politischen Ansätze mit diesen Erfahrungen: partei- und institutionsübergreifend gefördert sei ein Schutzhaus für vergewaltigte Jesidinnen und ihre Kinder entstanden.
Zum Ende des Kapitels geht Baerbock auf die Gleichberechtigung der Geschlechter ein, die sie unter Bezug auf Art. 3 GG als Menschenrecht bezeichnet, nicht als „Gefälligkeit“ und leitet über zur Identitätspolitik. Die Gender-Pay-Gap liege immer noch bei sechs Prozent, unbereinigt bei 18 Prozent. Deutschland sei hier in Europa an einer der letzten Stellen angesiedelt. Care-Arbeit, überwiegend von Frauen verrichtet, ginge nicht in die Berechnung des Bruttoinlandprodukts ein. Der Mangel an Kitaplätzen, der 342.000 Kinder beträfe und das Steuersystem seien Faktoren, die hier zu beeinflussen seien. Die Benachteiligung von Frauen habe sich auf die strukturellen Ebenen verlagert, während Menschen mit „nicht weißer Hautfarbe, diverser sexueller Identität oder […] mit Beeinträchtigung“ immer noch direkte Diskriminierung erlebten. Es solle der Anspruch der Politik sein, ein Bundeskabinett zu bilden, das die Vielfalt der Deutschen widerspiegele. Ein moderner Feminismus sehe den Kampf für die Rechte der Frauen immer auch im Zusammenhang mit dem Kampf gegen die Diskriminierung anderer Gruppen.

### Umwelt und Klima
Der Bereich Umwelt- und Klimapolitik nimmt das zweite Kapitel des Buches ein. Die Autorin blickt auf die UN-Klimakonferenz in Paris 2015 zurück, an der sie, mit ihrer Tochter, die versorgt werden musste, teilnahm. Die Generation ihrer Kinder sei jene, die später als Erwachsene heutige Politiker in die Verantwortung nehmen würde: „wie wir die Kehrtwende beim Klima hinbekommen haben“ oder alternativ: „Wie konntet ihr das nur so vermasseln?“. Die Deutsche Meteorologische Gesellschaft habe, so Baerbock, bereits 1987 „vor weltweiten Klimaänderungen durch den Menschen [ge]warnt“. Es gehe darum, „Wissenschaftlern zuzuhören, um politische Schlussfolgerungen daraus abzuleiten“.
Gute Klimapolitik wäge die Folgen ihrer Entscheidungen auf verschiedene Gruppen von Bürgern ab und handele auf der Grundlage wissenschaftlicher Erkenntnisse. Die Kernenergie lehnt Baerbock wegen der ihr eigenen Risiken als Lösungsmöglichkeit für die Klimakrise ab. Sie warnt vor dem Überschreiten von Kippelementen im Erdklimasystem, das irreversible Folgen mit sich bringen würde. Technologiesprünge, die in Industriestaaten bereits gelungen sein, müssten, beispielsweise in Afrika, dringend umgesetzt werden. Baerbock weist darauf hin, dass der Klimawandel erhebliche ökonomische Schäden verursache, Klimaschutz hingegen ein Wettbewerbsvorteil sei. Die Autorin vergleicht die historischen Gründungen der EWG und der Europäischen Gemeinschaft für Kohle und Stahl, die sie als „mutige Schritte der 1950er Jahre“ bezeichnet, in ihrer Bedeutung mit dem Jahrzehnt der 2020er, in dem aus der fossilen Energiegewinnung ausgestiegen werden müsse. Die soziale Marktwirtschaft sei zu einer „sozial-ökologischen Marktwirtschaft“ umzugestalten.
Neben Thesen zu Kohleausstieg, Flugverkehr und Automobilindustrie beschreibt die Autorin ihren Vorschlag für einen „Industriepakt für die Zukunft“, also eine ökologische Umstellung der Produktionsweisen der Industrie, durch die aus Baerbocks Sicht alle, d. h. die Industrie, die Menschen und die Gesellschaft gewinnen können. Dieser Pakt zwischen Industrie und Staat würde den Unternehmen Planungssicherheit garantieren, da Klimaverträge abgeschlossen würden. In Ausschreibungsverfahren würden die besten Lösungen zur Kohlendioxideinsparung ermittelt. Die Differenz zwischen CO2-Preis und CO2-Vermeidungspreis würde den Unternehmen erstattet und auf die Produktpreise aufgeschlagen, um die Klimaverträge zu refinanzieren. Sollte hingegen der CO2-Preis über die Vermeidungskosten steigen, müssten die Unternehmen die Differenz an den Staat zurückzahlen. Sei die europäische Klimapolitik „ambitioniert“ genug, führe die Steigerung des CO2-Preises über ausreichend lange Zeit hinweg dem Staat sogar Geld zu. Die Unternehmen ihrerseits profitierten von garantierten Preisen und Zuschüssen.
Des Weiteren plädiert Baerbock für internationale Allianzen, beispielsweise eine „transatlantische Freihandelszone für klimaneutrale Produkte“ sowie für einen CO2-Preis mit Klimaprämie, um eine soziale Komponente zu ergänzen.

### Soziales und Identitätspolitik
Das Thema Öffentliche Daseinsvorsorge in einer Zeit des Wandels leitet das dritte Kapitel ein. Deutschland müsse sich auf Veränderung einrichten, so wie der heutige Staat ohne die Wende und friedliche Revolution in der DDR nicht denkbar sei. In deren Folge seien Fehler gemacht worden, die z. B. zum Verlust von Arbeitsplätzen und Identität geführt hätten; man solle aber „die Sehnsucht nach Stabilität nicht mit dem Wunsch nach einer früheren Version der Gesellschaft verwechseln“. Für zukünftige Herausforderungen durch die Klimakrise, Pandemien oder mögliche Cyberattacken habe ein „effektiver Staat Vorsorge [zu] treffen, um Risiken […] zu minimieren“.
Seit den 1980ern sei die Daseinsvorsorge zugunsten repressiver Maßnahmen reduziert worden. Es gebe in der Infrastruktur Deutschlands einen Investitionsstau von 140 Milliarden Euro. Tausende offene Stellen in der Pflege, bei der Polizei, mangelnde Anbindung mancher Regionen an den Öffentlichen Nahverkehr und an ein schnelles Internet seien die Folgen. Baerbock erläutert dies an Beispielen aus ihrem eigenen Leben. Sie fordert unter anderem den forcierten Ausbau des ÖPNV verbunden mit Preissenkungen, um den Individualverkehr zu reduzieren. Gleichwertige Lebensverhältnisse, so in Stadt und Land, seien ein Verfassungsanspruch. Zusammenhänge zwischen einem Mangel an Infrastruktur in manchen Gebieten und Wahlerfolgen der AfD seien gegeben.
Auch sei aus ihrer Sicht für den Sport eine Neuauflage des Goldenen Plans von 1959 erforderlich, dessen Neuauflage von 1992 zu geringe Auswirkungen gezeitigt habe. Sport, vor allem der Breitensport, liefere einen „wesentlichen Beitrag“ für die Integration, er sei „eine Form der Verständigung, die auch dann funktioniert, wenn die Hürden, egal ob politisch oder ökonomisch, unüberwindbar [erschienen]“. Des Weiteren beklagt die Autorin unter dem Titel „Ein handlungsfähiger Staat“ bürokratische, langsame, ineffiziente und undurchschaubare Verwaltungsprozesse und fordert zur Abhilfe eine verstärkte Hinwendung zum E-Government. Der Föderalismus dürfe dabei nicht zum Hindernis werden, speziell beim Identifizieren rechtsterroristischer Strukturen. Die Umsetzung des Onlinezugangsgesetzes sei weit hinter ihrem Ziel (2022) hinterher. Die Bürger seien in die Prozesse mit einzubinden, die sie beträfen, wie dies Robert Habeck als schleswig-holsteinischer Minister u. a. für Energiewende bei der Westküstenleitung getan habe.
Zur Finanzierung der von ihr angeregten Verbesserung der Infrastruktur gibt Baerbock zu bedenken, dass Investitionen der Privatwirtschaft und damit verbundene Vorteile von einer gut funktionierenden Infrastruktur angelockt würden. Neben einer Finanzierung aus Steuern sollte die bestehende Schuldenbremse nicht abgeschafft, aber erweitert werden: „Der Staat würde als Investor agieren und so wie jedes Unternehmen mithilfe von Krediten eine Investion finanzieren, die sich rechnet.“ Der sozialen Ungleichheit in Deutschland sei mittels Erhöhung des gesetzlichen Mindestlohns und einer Besteuerung sehr großer Vermögen entgegenzuwirken.
Das dritte Kapitel schließt mit einer Betrachtung über die Entwicklung der Grünen Partei. Habe die erste Generation der Grünen den Staat noch als Gegner betrachtet, sei es in den 1990er Jahren nicht mehr gegen „das System“, sondern um Themen gegangen, etwa bei Lichterketten nach dem Mordanschlag von Solingen 1993. Baerbock erinnert daran, dass Bundeskanzler Helmut Kohl damals nicht an der Trauerfeier teilgenommen hatte, und weist darauf hin, dass Cem Özdemir 1994 der erste Bundestagsabgeordnete türkischer Herkunft wurde und die Grünen 1998 in die Bundesregierung einzogen. Beispielhaft für die Entwicklung der Partei sei ihr gewandeltes Verhältnis beispielsweise zur deutschen Nationalhymne und zum Verfassungsschutz. Hier schlägt sie eine Aufteilung des Bundesamtes für Verfassungsschutz in einerseits ein wissenschaftliches Institut und einen verkleinerten Nachrichtendienst andererseits vor.

### Außenpolitik, Europa und Migration
Im vierten und letzten Kapitel ihres Buches plädiert Baerbock für eine stärkere außenpolitische Rolle sowohl Deutschlands als auch der EU. Vor allem sei eine Verstärkung der deutsch-französischen Zusammenarbeit im Bereich der Außen- und Sicherheitspolitik notwendig, um sowohl mit globalen Konzernen, etwa aus dem IT-Bereich, als auch mit Staaten wie China, das bei gleichzeitig starker wirtschaftlicher Bedeutung die westlichen Vorstellungen von Menschenrechten missachtet, zu einer „wertegeleiteten Außenpolitik“ zu gelangen, die kein Entweder-oder zwischen wirtschaftlichen Interessen einerseits und Wertvorstellungen andererseits sei.
Am Beispiel der EU-Erweiterung 2004, die die Teilung Europas beendete, erläutert die Autorin, es sei die Aufgabe ihrer Generation, die keinen Krieg mehr hatte erleben müssen, „am Friedensprojekt Europa weiterzubauen“. Aus ihrer Familiengeschichte entwickelt sie ihr Interesse für Europa- und Völkerrecht, ihr Praktikum im Europäischen Parlament bei Elisabeth Schroedter, das sie letztlich zu den Grünen geführt habe. Berichte über die damaligen Debatten zu den Massenvergewaltigungen im Bosnienkrieg, und das Massaker von Srebrenica, die Zustimmung zum NATO-Einsatz auf der Bundesdelegiertenkonferenz von Bündnis 90/Die Grünen in Bielefeld 1999 und die Art und Weise, wie diese Entscheidung ausgehandelt wurde, hätten dieses Interesse intensiviert. Baerbock plädiert für das Konzept der Schutzverantwortung, das die Lehren aus „Srebrenica“ und dem Völkermord in Ruanda ziehe.
Das Thema „Migration und Flucht“ betreffend, schlägt sie einen doppelten Paradigmenwechsel vor: Es gehe zum einen darum, Menschen zukünftig nicht mehr in unwürdige Situationen in überfüllten Flüchtlingslagern, wie etwa in Kara Tepe zu bringen. Zum anderen müssten „wir uns von dem Dogma verabschieden, dass bei der Verteilung der Geflüchteten in Europa alle EU-Staaten mitmachen.“ Stattdessen sollten bei dieser Verteilung „einige Staaten“, darunter Deutschland, „sich mit Italien, Griechenland und Spanien zusammentun und gemeinsam vorangehen“. Sie wolle, dass Deutschland zusammen mit anderen Mitgliedstaaten der Europäischen Union feste Zusagen mache und mit ihnen in der Überzeugung vorangehen, dass man die Erstaufnahmeländer am Mittelmeer mit der Problematik nicht alleine lassen dürfe. Konkret bedeute das, dass alle Menschen, die an den Außengrenzen der EU ankämen, „erstversorgt und registriert und dann zügig auf die aufnehmenden Staaten […] verteilt [würden]“.

## Rezeption
Das Buch erreichte am 3. Juli 2021 Platz acht der Spiegel-Bestseller-Liste für Hardcover-Sachbücher. Alexandra Föderl-Schmid kritisierte in der Süddeutschen Zeitung, dass es in dem Buch „recht wenig um konkrete Hinweise auf eine Politikwende“ gehe. Mark Siemons schrieb in der Frankfurter Allgemeinen Sonntagszeitung, dass Baerbock in ihrem Buch „die neue Rolle der Grünen zu verkörpern“ versuche. Programmatisch liefere das Buch nichts Neues, so Sophie Garbe in SPIEGEL online. Es handele sich um gut klingende Aussagen, aus denen aber nicht deutlich werde, was daraus folgen solle. Konkreter werde es bei eigenen Fragen etwa zum Mindestlohn, der erhöht werden solle. Maßnahmen gegen den Klimawandel sollten laut Baerbock nicht den Markt infrage stellen, die EU solle Flüchtlinge aufnehmen, aber Grenzen müssten durchaus kontrolliert werden. Baerbock wolle den Lesern, so Garbe, „die Sorge vor zu viel Veränderung nehmen“. Baerbock führe die grüne Erzählung der letzten Jahre weiter, dass die Grünen die neue Partei der Mitte der Gesellschaft seien. Silke Mertins kritisierte in der taz, dass der Begriff „Feminismus“ im Buch nur einmal vorkomme. Eine „feministische Außenpolitik“ werde darin nicht gefordert.
Zum Autobiografischen schrieb Garbe, dass Baerbock Persönliches gezielt für politische Botschaften einsetze. Etwa dass der Vater ihr und den Schwestern beigebracht habe, wie man ein Rad am Wagen wechselt, damit man nicht am Straßenrand stehend auf einen helfenden Mann hoffen müsse. Baerbock schreibe „immer wieder […] über die Rolle als Frau und junge Mutter“, um sich von den anderen Kanzlerkandidaten Scholz und Laschet abzuheben. Allerdings dosiere Baerbock das Maß an Nähe genau, das sie im Buch zulasse, so Garbe.
Jana Hensel meinte in der Zeit, dass das Buch zu wenige Antworten  gebe. Die Autorin erkläre „im Sound eines persönlichen Grundsatzprogrammes“, wie sie Deutschland umbauen wolle. An manchen langen Sätzen habe man zu kauen und frage sich, wer Annalena Baerbock eigentlich sei. Sie sei vielen Deutschen noch eher unbekannt. Das „wenige, das man über sie persönlich erfährt, ist durchaus anrührend, lässt sie nahbar und auch verletzlich erscheinen.“ Die Widmung sei, „auch für eine erst im Jahr 1980 geborene Frau, die Bundeskanzlerin werden will, […] zumindest ein eigenartiger Satz.“ Man könne nur spekulieren oder hineininterpretieren, wofür die Biografie von Baerbock stehe. Hensel fragt, ob Baerbock sich selbst im Vergleich zu ihren politischen Zielen für zu nebensächlich halte oder über sich selbst noch nicht so viel nachgedacht habe.
Unabhängig von den Plagiatsvorwürfen werden auch eine Anzahl sachlicher und inhaltlicher Fehler des Buchs kritisiert. Zusammenfassend schrieb der Plagiatsexperte Jochen Zenthöfer in einer Rezension der Frankfurter Allgemeine Zeitung: „Im Werbetext des Buches heißt es, dass Baerbock für ‚Veränderungen mit Leidenschaft und Sachverstand‘ kämpft. Leidenschaft kann man ihr nicht absprechen. Beim Sachverstand muss sie noch nachlegen“. Die Stadt Ludwigsfelde, die zu Baerbocks Brandenburger Wahlkreis gehört, wird als „Berlin-Ludwigsfelde“ bezeichnet.

## Plagiats- und Urheberrechtsverletzungsvorwürfe
Am 28. Juni 2021 veröffentlichte der Medienwissenschaftler Stefan Weber einen Blogbeitrag auf seiner Seite plagiatsgutachten.com. Darin warf er Baerbock Plagiate und Urheberrechtsverletzungen vor. So zitierte er Passagen aus ihrem Buch und stellte sie zum Teil wortgleichen Zitaten aus Werken anderer Autoren gegenüber. Focus Online hatte daraufhin die entsprechenden Originalquellen ebenfalls überprüft und bestätigte die Kopie ganzer Passagen im Buch von Baerbock. Weber veröffentlichte später weitere Stellen: Unter anderem habe Baerbock auch von der Nachhaltigkeitsforscherin Maja Göpel und dem Grünen-Politiker Jürgen Trittin abgeschrieben. Weber betonte, dass er das Buch aus eigenem Antrieb heraus prüfe. Es habe dazu keinen Auftrag und keine Bezahlung durch andere gegeben.
Weber veröffentlichte in der Folge mehrere Dossiers zu monierten Textübernahmen auf seiner Website. Anfang Juli 2021 gab er an, 43 Stellen gefunden zu haben. Ende Juli 2021 erhob Weber den Vorwurf, Baerbock habe auch Stellen aus Habecks Anfang 2021 erschienenem Buch Von hier an anders übernommen. Im September 2021 veröffentlichte Weber einen abschließenden Bericht mit jetzt 100 von ihm beanstandeten Stellen („Plagiatsfragmente“), allerdings ohne Anspruch auf Vollständigkeit. Laut Weber sei es vielmehr „sehr wahrscheinlich, dass das gesamte Buch plagiiert wurde.“

### Reaktionen
Baerbock beauftragte den Medienanwalt Christian Schertz. Dieser sagte, dass es sich bei den Textpassagen nicht um Urheberrechtsverletzungen handele. Baerbocks Verlag Ullstein argumentierte, dass Baerbock nur allgemein zugängliche Fakten aufgezählt habe. Auch einfache Formulierungen, mit denen solche Fakten transportiert werden, seien nicht urheberrechtlich geschützt.
Baerbock selbst äußerte sich zu den Vorwürfen am 1. Juli 2021 in einem live ausgestrahlten Interview mit der Zeitschrift Brigitte. Es seien viele Ideen von anderen mit eingeflossen. Doch sie habe kein Sachbuch geschrieben, sondern die Welt mit Fakten und Realitäten beschrieben und das, was sie mit dem Land vorhabe. Die Vorwürfe gegen sie stellte sie in einen Zusammenhang mit dem Wahlkampf 2016 in den USA, in dem sich Wahrheit und Unwahrheit vermischt hätten.
Der Parteisprecher Michael Kellner verurteilte die Vorwürfe als „Versuch von Rufmord“. Schon mit Vorwürfen zum Lebenslauf habe Weber versucht, Baerbocks Ruf zu schädigen. Kritik an Baerbock sei legitim, allerdings seien Kleinigkeiten aufgebauscht worden. Es solle dadurch von den großen Themen im Wahlkampf abgelenkt werden, so Kellner. 2023 sagte Kellner: „Dieses Buch war nicht Teil der Wahlkampf-Choreografie. Es war weder Vorschlag unserer Agentur noch der Öffentlichkeitsarbeit, noch des Wahlkampf-Teams.“ Das Buch sei auf Vorschlag von Baerbock entstanden.
In einem Interview mit der Süddeutschen Zeitung am 7. Juli 2021 räumte Baerbock ein: „Rückblickend wäre es sicherlich besser gewesen, wenn ich doch mit einem Quellenverzeichnis gearbeitet hätte“. Am 9. Juli 2021 erklärte eine Sprecherin des Ullstein-Verlags: „In Absprache mit der Autorin werden wir in einer möglichen nächsten Auflage sowie zum nächstmöglichen Zeitpunkt im E-Book zusätzliche Quellenangaben im Buch ergänzen.“ Dies erfolge „auch unabhängig von der rechtlich zulässigen Übernahme von Passagen aus Public Domains“.
Baerbocks Co-Vorsitzender Robert Habeck sagte am 14. Juli 2021, die Kritik am Buch sei „ernst zu nehmen“ und es sei ein „Fehler“ gewesen, „Quellen in der Menge nicht auszuweisen“. Darüber hinaus kritisierte er auch die anfängliche Reaktion Kellners, die Vorwürfe zu relativieren. Allerdings hält er es für unangemessen, wegen handwerklicher Fehler auf Hochstapelei zu schließen, und verwies auf die Schwierigkeit, die Ansprüche an populär-wissenschaftliche Bücher zu erfüllen.
Patrick Graichen, Leiter der Denkfabrik Agora Energiewende, sagte, die wörtliche Übernahme eines Konzepts aus einer Agora-Studie durch Baerbock sei nicht nur kein Plagiat, vielmehr freue es die Denkfabrik, dass das klimapolitische Konzept, um das es gehe, von allen drei Kanzlerkandidaten grundsätzlich befürwortet werde. Jochen Zenthöfer, der Graichen 2023 Plagiate in seiner Dissertation vorwarf, bezeichnete diese Position als falsch.

### Rezeption
Zunächst kritisierten verschiedene Journalisten und Juristen die Vorwürfe. Björn Drake vom ARD-Hauptstadtstudio argumentierte, es sei ein „politisches Sachbuch und keine wissenschaftliche Dissertation mit entsprechenden Zitierregeln“. Es seien nur Sachinformationen übernommen worden, kein geistiges Eigentum. Der Jurist und ZDF-Rechtsexperte Felix W. Zimmermann argumentierte zunächst in einem Twitter-Beitrag, es seien keine intellektuellen Werke, sondern nur allgemein bekannte, nicht vom Urheberrecht geschützte Stellen übernommen worden. Nach der Monierung weiterer Stellen revidierte er in einem ZDF-Online-Artikel am 3. Juli 2021 seine Ansicht und hält Urheberrechtsverletzungen nun für naheliegend. Die generelle Aussage der Grünen und Baerbocks, es läge gar keine Rechtsverletzung vor, sei wohl nicht haltbar. Die Rechtsanwältin Christine Libor wandte im Deutschlandfunk ein, einige Textpassagen könnten ausreichende Schöpfungshöhe erreichen und damit urheberrechtlich geschützt sein. Martin Heidingsfelder bekräftigte die Vorwürfe in einem Interview mit T-online.de am 5. Juli 2021.
Stefan Kuzmany nannte die Vorwürfe auf Spiegel Online „mickrig“. Das „eilig zusammengekloppte Buch“ zur Kanzlerkandidatur sei kein wissenschaftliches Werk. Auch wenn die Vorhaltungen keine „Kapitaldelikte“ beträfen, seien sie verheerend für die Kandidatin, weil es bereits eine Debatte über Unstimmigkeiten in ihrem Lebenslauf gegeben habe. Als Spitzenkandidatin wie als Kanzlerin müsse sie solche Diskussionen aushalten. Es bleibe der „Eindruck der Hochstapelei“ hängen. „Ihre Kanzlerinnenkampagne ist so gut wie erledigt.“
Hugo Müller-Vogg interpretierte Baerbocks Buch als den Versuch, sich als Vordenkerin zu präsentieren. Die Verwendung von Inhalten anderer Autoren als eigene Erkenntnisse auszugeben, habe sie in Misskredit gebracht. Der Live-Talk bei Brigitte sei eine gute Chance gewesen, die „Sache zu klären“. Sie habe sich damit verteidigt, dass es sich um kein Sachbuch handele. Doch auch ein Schulkind, so Müller-Vogg, käme mit dieser Ausrede nicht durch. Baerbock hätte schon beim Bekanntwerden der Vorwürfe fehlende Arbeitssorgfalt einräumen sollen. Den möglichen Befreiungsschlag habe sie verpasst.
Constanze von Bullion meinte in der Süddeutschen, dass Bücher von Politikern meist verzichtbar seien und dass man sich dafür oft bei anderen Autoren bediene. Verboten sei es nicht, wie Baerbock auf „öffentlich zugängliches Wissen“ zuzugreifen. Baerbock habe mit ihren Talenten aber eine solche Stümperei nicht nötig. Als Frau und Vertreterin einer jüngeren Generation sei sie seit Monaten Ziel einer „giftigen Kampagne“. „Aber sie macht es ihren Gegnern eben auch leichter als nötig.“

## Ausgaben
- Annalena Baerbock: Jetzt. Wie wir unser Land erneuern. Ullstein Verlag, Berlin 2021, ISBN 978-3-550-20190-5.
- Annalena Baerbock: Jetzt: Wie wir unser Land erneuern. Gelesen von Nina West. Hörbuch Hamburg, Hamburg 2021, ISBN 978-3-8449-2867-9.
- Annalena Baerbock: Jetzt: Wie wir unser Land erneuern. Ullstein Ebooks, Berlin 2021, ISBN 978-3-8437-2630-6.

### Rezensionen
- Alexandra Föderl-Schmid: Auf der Suche nach Klarheit. Rezension, Süddeutsche Zeitung, 14. Juni 2021, S. 15.
- Jana Hensel: Wer ist Annalena Baerbock? Rezension, Die Zeit, 14. Juni 2021.

### Zur Plagiatsaffäre
- Stefan Kornelius: Außer Form. Plagiat? Mag sein. Vor allem fehlt dem Buch der Kanzlerkandidatin etwas anderes. SZ, 10. Juli 2021, S. 21.
- Moritz Baumstieger: Jäger der verlorenen Sätze. Stefan Weber sucht seit 14 Jahren Plagiate. Zur Zeit bei Annalena Baerbock. Aus guten Gründen. SZ, 10. Juli 2021, S. 21.
- Hilmar Klute: Erzallein oder Gruppenplauderei. Annalena Baerbock sagt zu ihrer Verteidigung, keiner schreibe ein Buch allein. Eine sonderbare Vorstellung. SZ, 10. Juli 2021, S. 21.
- Cornelius Pollmer, Lena Reuters: Rädchen für alles. Wie bitte arbeiten Ghostwriter? Eine Annäherung aus gegebenem Anlass. SZ, 13. Juli 2021, S. 11.
- Paul Jandl: Plagiate von Politikern und Literaten: Abkupfern als Fortschritt. In: Neue Zürcher Zeitung. 21. August 2021.

### Forschung
- Hektor Haarkötter: Die Fußnote als Raum wissenschaftlicher Streitkultur. In: Streitkulturen. Nomos Verlagsgesellschaft mbH & Co. KG, 2022. S. 39–68.